# Woluwe-Saint-Pierre
Woluwe-Saint-Pierre în franceză sau Sint-Pieters-Woluwe în neerlandeză (ambele sunt denumiri oficiale) este una din cele 19 comune din Regiunea Capitalei Bruxelles, Belgia. Este situată în partea de est a aglomerației Bruxelles, și se învecinează cu comunele Auderghem, Etterbeek și Woluwe-Saint-Lambert din Regiunea Capitalei și cu comunele Kraainem și Tervuren situate în Regiunea Flandra. 
Cele două localități ce poartă numele Woluwe (cealaltă este Woluwe-Saint-Lambert), sunt consierate cartiere înstărite ale Bruxelles-ului, rivalizănd cu comuna Uccle. cele două comune își datorează numele râului Woluwe, a cărui vale le traversează. 

## Istoric

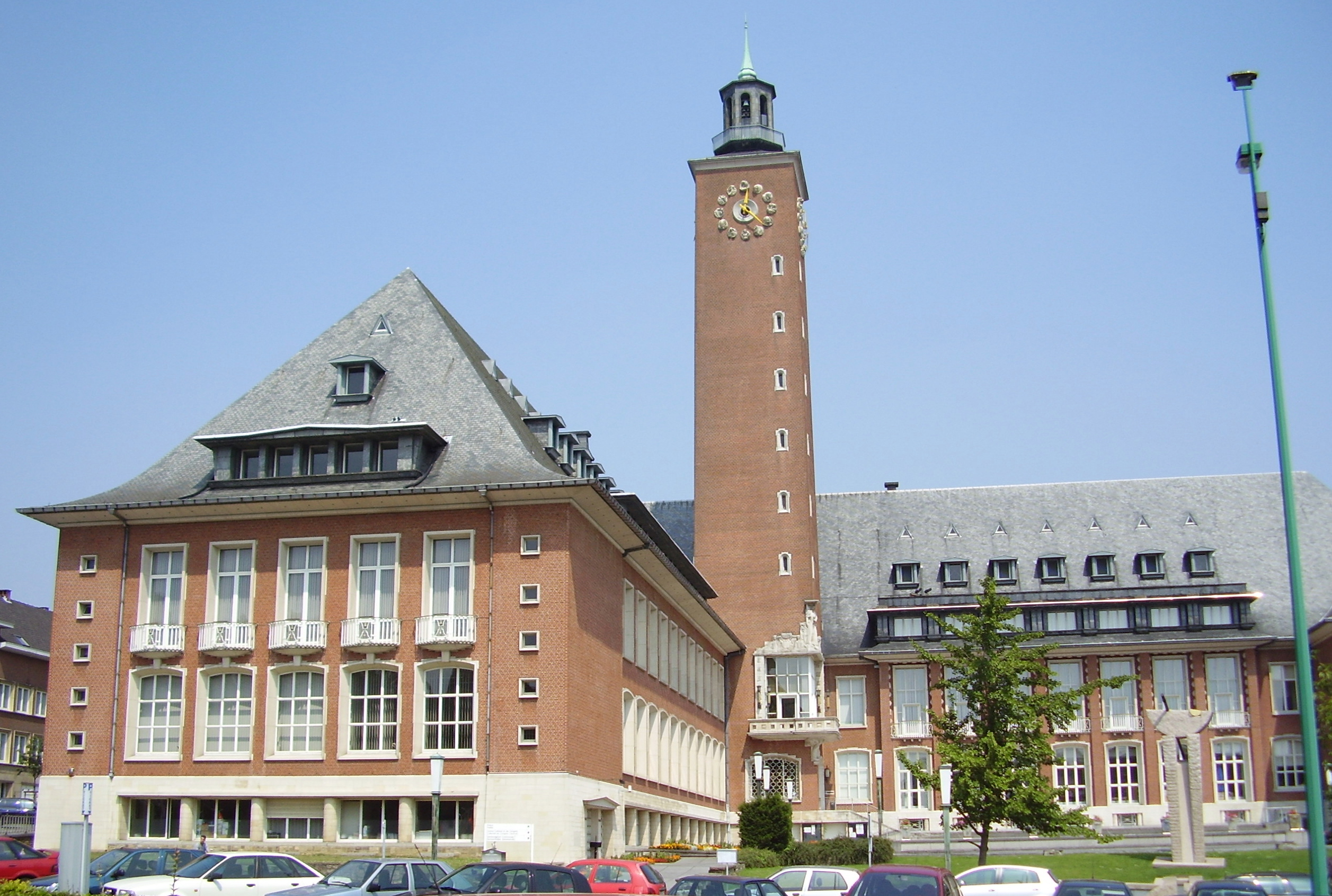
Primăria

Locuitatea este menționată prima dată în anul 1117, sub forma unui cătun dependent de abația Park de lângă Louvain. În secolul al XVI-lea în perioada contrareformei, războaiele și foametea ce a urmat au avut un impact puternic asupra populației. La începutul secolului al XVII-lea satul a regăsit prosperitatea odată cu construcția drumului dintre Bruxelles și Tervuren. 
Perioada Revoluției Franceze a fost una nefastă, în care drepturile religioase au fost înlăturate iar campaniile militare repetate au generat foamete repetată. În 1819 comuna devine autonomă, dar până în ultimele decenii ale secolului al XIX-lea ea are un aspect rural pronunțat. Dupa Primul Război Mondial numeroase zone rezidențiale înstărite sunt construite, iar după cel de al Doilea Război Mondial comuna a devenit integral urbanizată. Activitățile predominant agricole tradiționale au fost actualmente în integralitate înlocuite de activități comerciale și de servicii.

## Orașe înfrățite
- Pecica, România;
- Gangnam, Coreea de Sud;
- New Iberia, Louisiana, Statele Unite;
- Ruyumba, Ruanda;
- Chaoyang, China;

1. ↑  Totale oppervlakte volgens het Kadasterregister, België, gewesten en provincies (în neerlandeză), Algemene Directie Statistiek[*]